# Pediobius phyllotretae
Pediobius phyllotretae is een vliesvleugelig insect uit de familie Eulophidae. De wetenschappelijke naam is voor het eerst geldig gepubliceerd in 1884 door Riley.